# Les Baleines du mois d'août
Pour plus de détails, voir Fiche technique et Distribution.
Les Baleines du mois d'août (The Whales of August) est un film américain de 1987 réalisé par Lindsay Anderson.

## Synopsis
Depuis plus de 60 ans, Sarah et sa sœur Libby passent leurs étés dans une île du Maine, avec leurs rêves et leurs souvenirs. Dans leur jeunesse, les baleines passaient au large mais elles se sont enfuies et la vie s'est écoulée. Sarah, une femme romantique, se lie d'amitié avec une veuve excentrique et s'attache à un gentleman russe. Libby, aveugle, vit dans le souvenir de sa beauté et de sa fraîcheur passée. Cet été différent des autres va changer totalement leurs vies ...

## Fiche technique
- Titre : Les Baleines du mois d'août
- Titre original : The Whales of August
- Réalisation : Lindsay Anderson
- Scénario : David Berry
- Décors : Jocelyn Herbert
- Costumes : Rudy Dillon
- Photographie : Mike Fash
- Musique : Alan Price
- Production : Mike E. Kaplan et Carolyn Pfeiffer pour Nelson Entertainment
- Distribution : Alive Films
- Pays d'origine : États-Unis
- Langue : anglais
- Genre : drame
- Durée : 90 minutes
- Format : stéréo, 1.85:1, couleur (et flashbacks en noir et blanc)
- Dates de sortie :
  - France : mai 1987 (Festival de Cannes) ; 19 août 1987 (sortie nationale)
  - États-Unis : 14 octobre 1987 (New York) ; 16 octobre 1987 (sortie limitée)

## Distribution
- Bette Davis (VF : Lita Recio) : Libby Strong
- Lillian Gish (VF : Gisèle Préville) : Sarah Webber
- Vincent Price (VF : Yves Barsacq) : M. Maranov
- Ann Sothern (VF : Renée Régnard) : Tisha Doughty
- Harry Carey Jr. (VF : Raoul Delfosse) : Joshua Brackett
- Frank Grimes (VF : Bernard Jourdain) : M. Beckwith
- Margaret Ladd (en) : Libby, jeune
- Tisha Sterling : Tisha, jeune
- Mary Steenburgen : Sarah, jeune
- Frank Pitkin : Randall, vieux
- Mike Bush : Randall, jeune